# مثنوی موسی و شبان
مثنوی موسی و شبان نام آلبوم موسیقی است با آواز شهرام ناظری، نوازندگی جلال ذوالفنون و بهزاد فروهری، دکلمه از محمد هومن و آهنگساز جلال ذوالفنون که در سال ۱۳۵۸ برای نخستین بار توسط شرکت سهامی الکترونیک منتشر شده است.
این آلبوم مرور آوازی است بر مثنویِ «موسی و شبان» از سروده‌های مولانا که به عنوان اولین تلاش جدی شهرام ناظری بر روی اشعار مولانا نیز شناخته می‌شود.
در اجرای آلبوم «مثنوی موسی و شبان» با امکانات محدودی که وجود داشته و به خاطر تنوع و یکنواخت نشدن ملودی‌ها موارد زیر اجرا شده است:
1. در بعضی ابیات ریتم مثنوی شکسته شده‌است
2. در بعضی قسمت‌ها مرکب‌خوانی شده‌است.
3. بعضی از ابیات با ریتم‌های عرفانی جفت گردیده‌است.

## توضیح اثر
- هنرمندان:
  - شهرام ناظری: آواز
  - جلال ذوالفنون: سه‌تار
  - بهزاد فروهری: نی
  - محمد هومن: دکلمه